# Marian Musiał (lekarz)
Marian Bolesław Musiał (ur. 8 września 1908 w Sanoku, zm. 13 czerwca 1991) – polski lekarz, pułkownik Ludowego Wojska Polskiego.

## Życiorys
Marian Musiał urodził się 8 września 1908 w Sanoku w rodzinie robotniczej w Krakowie jako syn Rudolfa (1878-1946, ślusarz) i Rozalii z domu Bednarz (1882-1965). Miał braci Leopolda (1905–1975, doktor chemii, wykładowca UJ, WSP i WSR w Krakowie) i Włodzimierza (1907–1977, lekarz internista, profesor, oficer).
W 1927 zdał egzamin dojrzałości w Państwowym Gimnazjum Męskim im. Królowej Zofii w Sanoku (w jego klasie byli m.in. Juliusz Kaczorowski, Józef Pudełko). Wspólnie z bratem Włodzimierzem uprawiał piłkę nożną w zespole piłkarskim „Sokół I Sanok”, występując na pozycji bramkarza.
Po wybuchu II wojny światowej 1939 brał udział w walkach kampanii wrześniowej. U kresu wojny walczył z Niemcami na froncie w szeregach Ludowego Wojska Polskiego. Ukończył studia medyczne i został lekarzem internistą. Jako lekarz pracował w Sanoku i był kierownikiem przychodni SFA rejonowej Śródmieście.
Był radnym Miejskiej Rady Narodowej (MRN) w Sanoku wybrany w 1958. Został awansowany na stopień podpułkownika rezerwy Wojska Polskiego. Jako emerytowany kombatant i oficer działał jako konsultant lekarski miejsko-gminnego Koła Związku Bojowników o Wolność i Demokrację w Sanoku, do którego należał.
W Sanoku zamieszkiwał przy ulicy Kazimierza Wielkiego 5 lub 9.

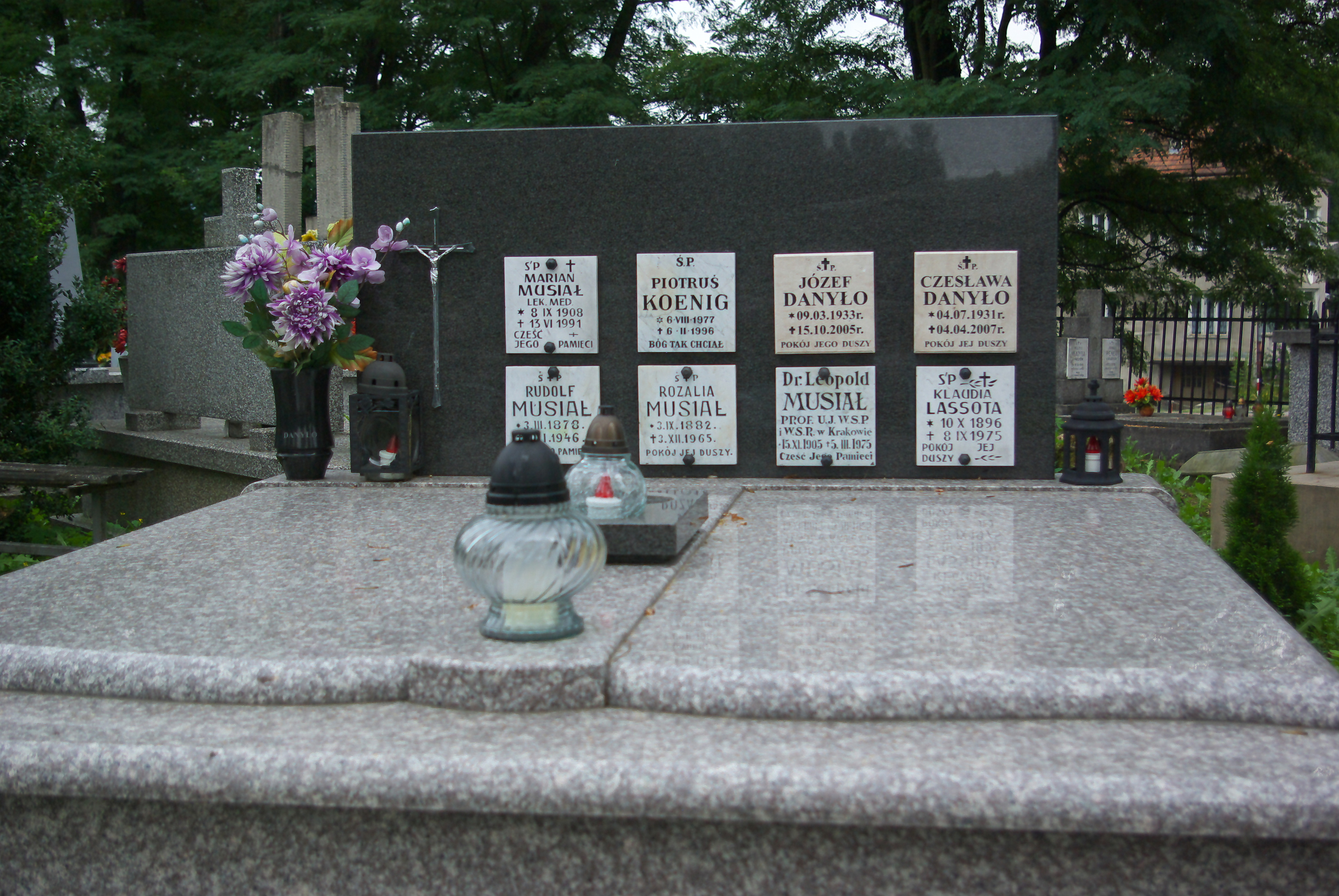
Grobowiec rodziny Musiałów

Marian Musiał został pochowany w grobowcu rodzinnym, wraz z rodzicami i bratem Leopoldem, na cmentarzu przy ul. Jana Matejki w Sanoku.

## Odznaczenia
- Krzyż Kawalerski Orderu Odrodzenia Polski[5][2]
- Srebrny Medal „Zasłużonym na Polu Chwały”[5]
- Srebrny Krzyż Zasługi[5]
- Medal Zwycięstwa i Wolności 1945[5]
- Srebrny Medal „Siły Zbrojne w Służbie Ojczyzny”[5]
- Brązowy Medal „Siły Zbrojne w Służbie Ojczyzny”[5]
- Medal „Za zwycięstwo nad Niemcami w Wielkiej Wojnie Ojczyźnianej 1941–1945” – ZSRR[5]
- inne odznaczenia[2]